# Års Herred

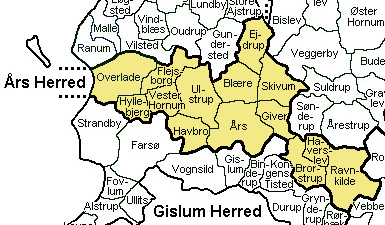
Års Herred

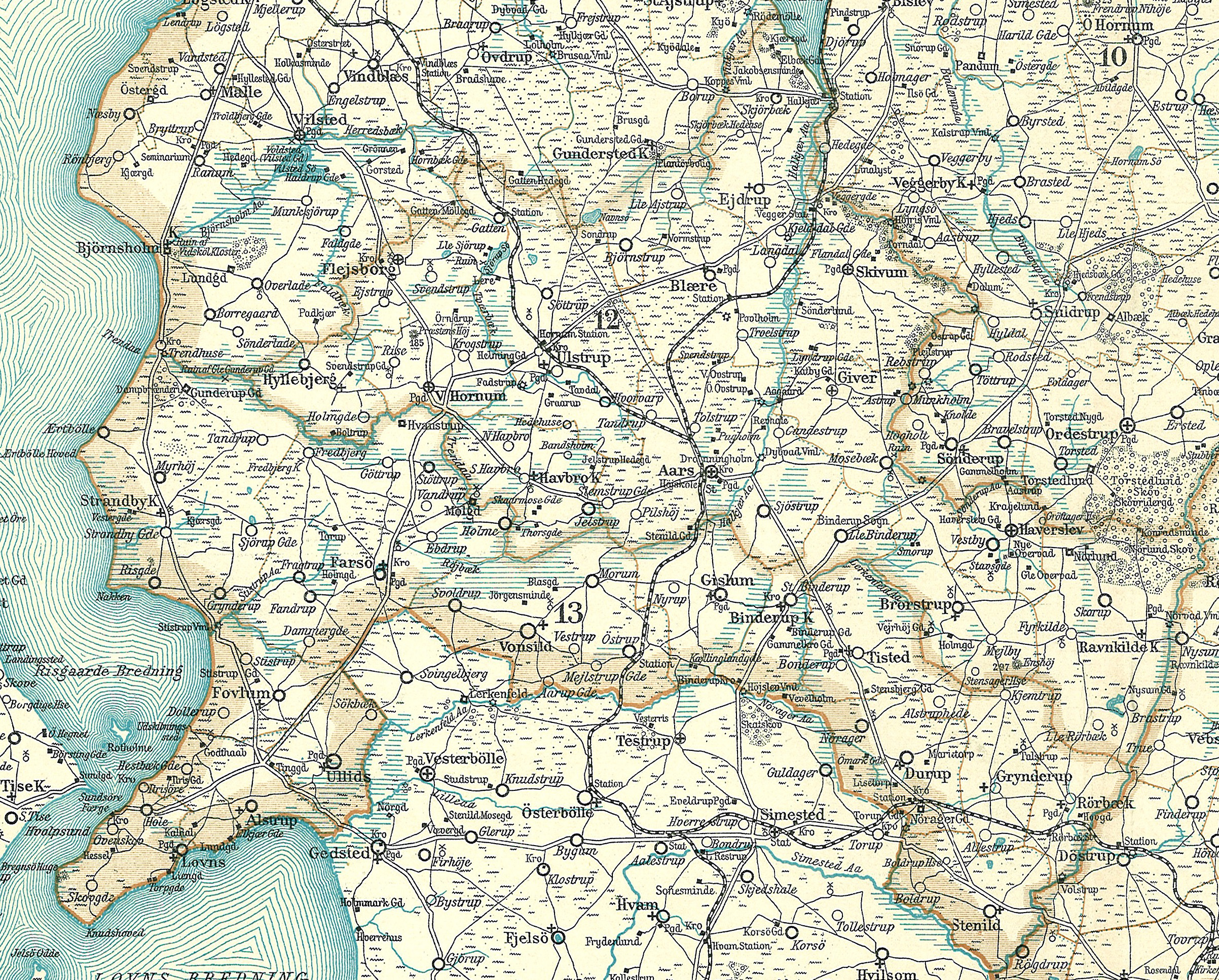
Års Herred rond 1900

Års Herred was een herred in het voormalige Aalborg Amt in Denemarken. In 1970 werd het deel van de nieuwe provincie Noord-Jutland. Års wordt niet vermeld in Kong Valdemars Jordbok.
De herred was oorspronkelijk verdeeld in 13 parochies. 
- Blære
- Brorstrup
- Ejdrup
- Flejsborg
- Giver
- Havbro
- Haverslev
- Hyllebjerg
- Overlade, eerder bekend als Bjørnholms Sogn in Slet Herred.
- Ravnkilde
- Skivum
- Ulstrup
- Vester Hornum
- Aars